# Nới lỏng định lượng
Nới lỏng định lượng (tiếng Anh: Quantitative easing, viết tắt là QE) là một phương thức của ngân hàng trung ương để kích thích kinh tế bằng cách mua trái phiếu cùng những tích sản khác từ các ngân hàng thương mại hầu giảm lãi suất và thúc đẩy tăng trưởng kinh tế và lạm phát.
Tăng lưu hoạt có hạn định được áp dụng khi những phương thức bình thường không hiệu nghiệm. Khi ngân hàng trung ương mua trái phiếu của các ngân hàng tư thì sẽ đẩy giá trị trái phiếu tăng lên còn lợi nhuận (yield) sẽ giảm, cùng lúc lượng tiền cơ sở sẽ lớn hơn. Phương thức này khác cách thức kích thích thường dùng như mua bán công trái ngắn hạn để giữ lãi suất ở tầm kiểm soát.
Phương thức mua công trái ngắn hạn chỉ hiệu nghiệm khi lãi suất cao. Khi lãi suất chỉ xấp xỉ 0% thì phương thức thường không đủ để xoay chuyển kinh tế. Lúc đó ngân hàng trung ương sẽ tìm cách tăng lưu hoạt có hạn định bằng cách mua vào trái phiếu dài hạn để mở rộng tầm hiệu quả.
Gia tăng lưu hoạt có khả năng giữ lạm phát ở mức hữu ích. Theo Quỹ Tiền tệ Quốc tế (IMF)thì phương thức này đã giúp giảm thiểu tác động xấu trong cuộc Khủng hoảng tài chính 2007–08.